# Conselho Popular pela Defesa da República Democrática de Timor-Leste

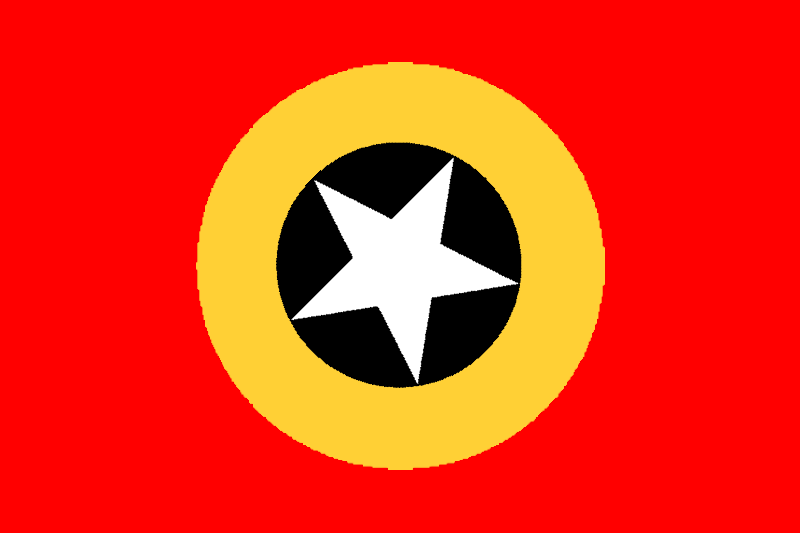
Flagge der CPD-RDTL

Die Conselho Popular pela Defesa da República Democrática de Timor-Leste CPD-RDTL (deu.: Volksrat zur Verteidigung der Demokratischen Republik Timor-Leste) war eine Veteranenorganisation in Osttimor. Seit März 2014 gilt der CPD-RDTL faktisch als illegal, besteht aber weiterhin. Chef des CPD-RDTL ist Koordinator António Tomás Amaral da Costa (Aitahan Matak, deutsch Grüne Blätter) (Stand: 2016).

## Ideologie
Der CPD-RDTL wurde 1999 gegründet, mit der Unterstützung der Partido Socialista de Timor (PST), und vertritt den Standpunkt, dass Osttimor nicht erst seit 2002, sondern bereits seit seiner ersten Erklärung der Unabhängigkeit 1975 durchgehend besteht. Entsprechend pocht er auf die Verwendung der damaligen Verfassung. Die Amtssprache Portugiesisch wird abgelehnt. Die Verwaltung durch die Vereinten Nationen in der Übergangszeit (1999–2002) nach der indonesischen Besetzung erkannte der CPD-RDTL genauso wenig an, wie die Dachorganisation des osttimoresischen Widerstands CNRT oder die Wahlen zur verfassunggebenden Versammlung 2001. Daher spricht er auch der Regierung des Landes jegliche Legitimität ab. Der CPD-RDTL bezeichnet sich als die wahre FRETILIN, die Partei, die 1975 die Unabhängigkeit ausrief und den Hauptanteil des Kampfes gegen die indonesischen Invasoren trug. Deswegen bestehen Animositäten zwischen CPD-RDTL und FRETILIN, aber auch mit dem Congresso Nacional da Reconstrução Timorense, der Partei des ehemaligen Widerstandskämpfers und heute führenden Politiker Xanana Gusmão. FRETILIN-Führer – wie Marí Alkatiri – werden vom CPD-RDTL abgelehnt, da sie die Besatzungszeit im Ausland verbrachten.

## Die Organisation
Der CPD-RDTL gehört zu den am besten organisierten Bewegungen in Osttimor und tritt auch in der Öffentlichkeit häufig als Kritiker der Regierung in Erscheinung. Er ist mehr eine politische Bewegung als eine Partei. 2006 schätzte man seine Anhängerzahl auf etwa 6.600 Personen, darunter viele ehemalige Kämpfer der FALINTIL, oft aus dem Ostteil des Landes. Die beiden größten Städte Osttimors, Dili und Baucau, sind die Hochburgen der Bewegung, sie ist aber auch in den anderen Gemeinde des Landes vertreten. Der CPD-RDTL hat angeblich Beziehungen zu verschiedenen Gruppen, wie zum Beispiel die Sagrada Família. Dem Politiker Abílio Araújo und seiner Partido Nasionalista Timorense (PNT) wurden ebenfalls Verbindungen zum CPD-RDTL nachgesagt. So soll Araújo den CPD-RDTL finanziell unterstützt haben. Araújo selbst bestritt dies.
Generalsekretär ist Marito Segena (Stand 2012, 2001: Ivo de Jesus), Sprecher Ivo Sequira (Stand 2012). Einer der Gründer des CPD-RDTL, der ehemalige Sprecher Cristiano da Costa, wurde später Vizeminister und Botschafter Osttimors. Auch Oligari Asswain (Olo-gari Aswain), der 1984 am Umsturzversuch gegen den damaligen FALINTIL-Chef Xanana Gusmão beteiligt war, gehört zu den Führern des CPD-RDTL. Weitere Führungspersönlichkeiten sind der ehemalige FALINTIL-Kommandant Feliciano Alves, Egas da Costa Freitas und Gil da Costa Fernando (Stand März 2001). Der Präsident Osttimors bei der Ausrufung der Unabhängigkeit 1975, Francisco Xavier do Amaral († 2012) und Rogério Lobato, der damalige Verteidigungsminister wurden als inoffizieller Patron vom CPD-RDTL angesehen. Sie waren bei seinen Feierlichkeiten zum 25-jährigen Jahrestag der Unabhängigkeitserklärung im November 2000 zu Gast.

## Geschichte
In den 1980ern spaltete sich eine Gruppe von der FRETILIN ab, als es zum Konflikt über eine Neustrukturierung des Widerstands kam. Aus dieser Gruppe entstand 1999 der CPD-RDTL.
Der CPD-RDTL galt als Agitator von Demonstrationen, die immer wieder in Gewalt ausarteten. Sie konnte schnell große Gruppen von Protestierern mobilisieren. Auch warf man ihm die Beteiligung an Ausschreitungen und kriminellen Vorfällen seit 2002 vor, wie einer Bande, die 2010 als Ninjas verkleidet die Bevölkerung in Teilen der damaligen Distrikte Cova Lima und Bobonaro terrorisierte. Bei den Unruhen in Osttimor 2006 wurde das Hauptquartier des CPD-RDTL in Dilis Stadtteil Balide niedergebrannt.
2011 protestierte der CPD-RDTL gegen die Verabschiedung ehemaliger Freiheitskämpfer aus der Armee (F-FDTL) in den Ruhestand. Mehrmals kam es in Dili zu Demonstrationen. Die FRETILIN beschwerte sich über den Gebrauch ihrer Flagge bei den Kundgebungen, den sie nicht autorisiert hatte.
Ende 2012 besetzten über 1.000 Anhänger der CPD-RDTL unter der Führung von Generalkoordinator Aitahan Matak eine größere Fläche in Welaluhu (Suco Clacuc, Subdistrikt Fatuberlio, Distrikt Manufahi), nahe Weberec, die der dortigen Dorfgemeinschaft gehörte. Der Administrator des Subdistrikts Fatuberlio Tobias Hornay sprach von sogar 7.000 Mitgliedern der CPD-RDTL, die Organisation selbst von 11.000. Als Anlass wurde das hundertjährige Jubiläum der Rebellion von Manufahi unter dem Liurai Boaventura genannt. Da die Mitglieder der CPD-RDTL Macheten und Uniformen trugen, fühlte sich die lokale Bevölkerung von ihnen bedroht und verlangten deren Abzug. Aitahan Matak verneinte jegliche kriminellen Handlungen. Man wolle hier in einer Kooperative Landwirtschaft betreiben, um Osttimor unabhängig von Importen zu machen. Auch gäbe es keine illegalen Geldsammlungen. Man nehme nur Spenden an, um das Projekt zu finanzieren. Den Viehdiebstahl bestritt der CPD-RDTL ebenfalls. Die Einheimischen beklagten, dass deren Felder von der CPD-RDTL besetzt worden seien, während die Organisation von ungenutzten Flächen sprach, die zuvor von den Indonesiern für ihr Umsiedlungsprogramm genutzt wurden und daher nun dem Staat gehören würden. Staatspräsident Taur Matan Ruak und das Kabinett forderten Premierminister Xanana Gusmão auf, Polizei (PNTL) und Soldaten der Verteidigungskräfte Osttimors zu entsenden, um die öffentliche Ordnung aufrechtzuerhalten. Der Oberkommandierende der Armee Lere Anan Timur erklärte, er sehe keine Gefahr durch den CPD-RDTL und glaube auch nicht an Straftaten. Der CPD-RDTL habe es nur versäumt vor der Ansiedlung die lokalen Führer und die Dorfgemeinschaft zu kontaktieren. Mitte März 2013 wurden die verbliebenen 800 CPD-RDTL-Mitglieder von der Polizei von Welaluhu wieder in ihre Heimatdistrikte gebracht. Die Felder wurden lokalen Autoritäten übergeben. Dem CPD-RDTL wurde von der Regierung angeboten, Grundstücke in anderen Distrikten als Kooperative zu bewirtschaften.
Mitte April 2013 drohte Premierminister Gusmão in aggressiven Worten dem CPD-RDTL. Er wolle die Organisation verbieten lassen, nachdem er gehört hatte, dass der CPD-RDTL einen neuen militärischen Kommandanten für den Distrikt Cova Lima gewählt habe. Außerdem drohte er jenen, die Uniformen tragen, sie verhaften zu lassen. Nach 13 Jahren würde die Organisation und ihre „nicht verfassungsmäßige Flagge“ nicht mehr toleriert werden. Generalmajor Lere Anan Timur begrüßte nun Gusmãos Verbotsdrohung. Am 3. März 2014 erklärte das Nationalparlament den CPD-RDTL, zusammen mit dem Konseilu Revolusionariu Maubere (KRM, deutsch Revolutionärer Rat Maubere), mit der Resolution Nummer 04/2014 als Bedrohung der verfassungsmäßigen Ordnung, kritisierte vor allem das verbotene Tragen von Militäruniformen und forderte die Polizei und die anderen Regierungsorgane und -institutionen auf, gegen die beiden Organisationen vorzugehen. António da Costa stellte sich selbst den Behörden und kam eine Zeit lang unter Hausarrest.
Anfang Juni 2016 betonte Costa nach Anfragen erneut, dass der CPD-RDTL nicht als Partei bei den Parlamentswahlen in Osttimor 2017 antreten wolle.